# 군생
군생(群生)은 많은 독립된 개체가 한 장소에 모여 생활하고 있는 상태를 말한다.
갈매기와 같은 바다새는 번식기가 되면 해안의 암석 지대에 많이 모여 둥지를 틀며, 물개 등의 바다짐승도 번식기에 해안에 모여 큰 무리를 이룬다. 이들은 암·수끼리, 또는 그들과 그들의 새끼로 이루어지는 하렘의 가족끼리 가까이 모여 생활한다. 이들 동물에서는 번식에 적합한 장소가 생활 공간 속에서 극히 한정되어 있기 때문에 한 장소에 밀집하지 않을 수 없어서 일종의 과밀 상태가 되는 것이다.
한편 몸을 숨기기 위해서 군생하기도 한다. 예를 들면, 박쥐류는 보통 동굴 속에서 휴식하는데, 하나의 동굴 속에 매우 많은 박쥐가 집단으로 살기도 한다. 이 경우 이동 능력이 큰 종류, 즉 날개가 길고 빨리 나는 종류는 수만의 개체가 모여 큰 집단을 이루나, 각 집단은 서로 멀리 떨어져 산다. 반면, 날개가 넓고 비행 능력이 약한 종류는 불과 수십 마리가 모여 작은 집단을 이루는데, 이 경우는 집단의 수가 많고 단위 면적당의 개체수도 많다.
설치류 중 밭다람쥐와 타르바간 등의 동물은 초원 지대에서 사막에 걸쳐 집단을 이룬다. 이들 동물은 개체마다 또는 가족마다 각각 작은 면적의 영역을 가지고 있는데, 이 영역이 인접하고 있어 집단 생활을 하는 것이다.
무당벌레나 수정한 암컷의 쌍살벌과 같이 월동할 때 집단이 형성되는 일도 있다.

## 같이 보기
- 생물